# 캐시 엘리스
캐슬린 ("캐시") 엘리스(Kathleen ("Kathy") Ellis, 1946년 11월 28일 ~ )는 전 미국의 수영 선수로 올림픽 2관왕이며, 3개의 종목들에서 전 세계 기록 보유자였다.
뉴저지주 트렌턴에서 태어난 엘리스는 17세의 나이로 1964년 도쿄 올림픽에서 미국을 대표하였다. 그녀는 400m 자유형 계주와 400m 혼계영에서 우승한 미국 팀의 일원으로서 2개의 금메달을 획득하였다.
개인적으로는 100m 자유형과 100m 접영에서 2개의 동메달을 따기도 하였다.
1991년 "명예 수영 선수"로서 국제 수영 명예의 전당에 헌액되었다.

## 같이 보기
- 올림픽 수영 여자 메달리스트 목록
- 수영 접영 100m 세계 기록 추이
- 수영 계영 400m 세계 기록 추이
- 수영 혼계영 400m 세계 기록 추이